# منطقه سوسن نقین
منطقه سوسن نقین مربوط به هزاره اول قبل از میلاد به بعد است و در شهرستان ساوه، غرب روستای سوسن نقین واقع شده و این اثر در تاریخ ۱۰ آذر ۱۳۵۴ با شمارهٔ ثبت ۱۲۱۸ به‌عنوان یکی از آثار ملی ایران به ثبت رسیده است.